# Momed Hagi
Momed Hagi (Maputo, 29 de maio de 1985) é um futebolista profissional moçambicano que atua como defensor.

## Carreira
Momed Hagi integrou a Seleção Moçambicana de Futebol no Campeonato Africano das Nações de 2010.